# Phare d'Isla Pingüino
Le phare d'Isla Pingüino (en espagnol : Faro Isla Pingüino) est un phare actif situé à l'extrémité sud de Isla Pingüino (es) (département de Deseado), dans la Province de Santa Cruz en Argentine.
Il est géré par le Servicio de Hidrografía Naval (SHN) de la marine .

## Histoire
Le phare a été mis en service le 1er mai 1903 sur Isla Pingüino à 21 km au sud-est de la ville de Puerto Deseado. L'île est maintenant une réserve naturelle (Parque interjurisdiccional marino Isla Pingüino (es)) protégeant essentiellement une colonie de manchot de Magellan. 
La hauteur totale du phare est de 22 m et il consiste en une tour mixte composée d'une partie basse en maçonnerie de 11,50 m de hauteur et d'une tour métallique de 10,35 m. À sa base se trouve une maison pour le personnel du phare qui a été abandonné depuis 1983. 
Il était, à l'origine, alimenté au kérosène, un carburant offrant une puissance optique de 22 milles marins (environ 41 km). En juin 1924, son alimentation fut remplacé par de l'acétylène. Le 15 juillet 1983, il a été électrifié à l’énergie solaire fournie par des panneaux solaires photovoltaïques, diminuant sa portée focale et rendant le phare automatique.

## Description
Ce phare  est un tour cylindrique en deux tronçons, avec une galerie et une lanterne de 22 m de haut. La tour est peinte en blanc avec deux bandes rouges et la lanterne est rouge. Il émet, à une hauteur focale de 60 m, deux éclats blancs, séparés par 5 secondes, par période de 16 secondes. Sa portée est de 12 milles nautiques (environ 22 km).
Identifiant : ARLHS : ARG-010 - Amirauté : G1152 - NGA : 110-19940.
|               |
| Isla Pingüino |

|          |
| Le phare |

|                     |
| Manchot de Magellan |

### Lien connexe
- Liste des phares d'Argentine